# Centema
Centema es un género de  fanerógamas pertenecientes a la familia Amaranthaceae. Comprende 12 especies descritas y de estas, solo 2 aceptadas.

## Taxonomía
El género fue descrito por Joseph Dalton Hooker y publicado en Genera Plantarum 3: 34. 1880. La especie tipo es:  Centema kirkii Hook. f. 

## Especies aceptadas
A continuación se brinda un listado de las especies del género Centema aceptadas hasta septiembre de 2012, ordenadas alfabéticamente. Para cada una se indica el nombre binomial seguido del autor, abreviado según las convenciones y usos. 
- Centema angolensis
- Centema subfusca